# Pukawka
Pukawka – rzeka, prawy dopływ Bugu o długości 26,57 km. 
Wypływa w miejscowości Zawisty i płynie w kierunku południowym. Przepływa obok miejscowości: Kutyłowo-Perysie, Złotki-Przeczki, Złotki-Pułapki, Złotki-Stara Wieś, Boguty-Milczki, Boguty-Augustyny, Boguty-Rubiesze, Boguty-Pianki, Boguty-Żurawie. Po minięciu wsi Szpice-Chojnowo zmienia kierunek na zachodni i przepływa obok miejscowość Żebry-Laskowiec a we wsi Strękowo przecina drogę krajową nr 63. Do Bugu wpada w okolicach wsi Zuzela.